# あしたも晴れ!人生レシピ
あしたも晴れ!人生レシピ（あしたもはれ!じんせいレシピ）は、NHK教育テレビ（Eテレ）で2017年4月7日から2025年3月21日まで放送されていたシニア向け情報番組。通称は「人生レシピ」。前番組「団塊スタイル」の後継番組である。

## 出演者

### 司会
- 賀来千香子（2017年4月 - 2025年3月）[1]
- 芳賀健太郎（2024年4月 - 2025年3月）[2] ※後継番組『おとな時間研究所』ではナレーションとして参加。

### ナレーション
- 堀内賢雄

### 過去の出演者
- 高市佳明（2017年4月 - 2019年3月）[3]
- 小澤康喬（2019年4月 - 2024年3月)

## 放送時間
- 本放送：金曜日 20:00 - 20:45
- 再放送：翌週木曜日 12:15 - 13:00

近畿地方（大阪放送局）では2023年8月25日より同年11月17日まで『生誕100年 司馬遼太郎 雑談「昭和」への道』を放送するため、木曜日の放送が本放送となっていた。

## 関連番組
- あさイチ - NHK総合テレビで平日朝8:15 - 9:54に生放送[注釈 1]されている生活情報番組。2021年から当番組過去放送回の短縮編集版が「あさの人生レシピ」というコーナー名で不定期放送（曜日は不定だが、基本的には9時台に放送）されている。